# پورپورای ایمنی با کاهش پلاکت‌ها
پورپورای ایمنی با کاهش پلاکت‌ها یا پورپورای ترومبوسیتوپنیک دستگاه ایمنی (Immune thrombocytopenic purpura) که در گذشته به آن به پورپورای ترومبوسیتوپنیک ایدیوپاتیک (Idiopathic Thrombocytopenic Purpura) گفته می‌شد، نوعی از اختلال خونریزی دهنده‌است که علت آن تخریب پلاکت‌ها به وسیلهٔ اتوآنتی‌بادی‌ها (خودپاتن‌ها) است.
تظاهر اصلی آن کاهش تعداد پلاکت‌ها به دلیل افزایش تخریب آن‌ها است.
طحال در ایجاد این بیماری دارای دو نقش است.
1. تولید پادتن‌های ضد پلاکتی است بطوریکه پس از طحال‌برداری[۳] میزان پادتن‌ها تا حد غیرقابل اندازه‌گیری کاهش می‌یابد.
2. خارج کردن پلاکتهای پوشیده شده از پادتنها از جریان خون است.[۴]

در اغلب موارد یک الی سه هفته قبل از تظاهر علائم بیماری سابقه عفونت ویروسی یا انجام واکسیناسیون را ذکر می‌کنند.
این بیماری در ۹۰ درصد کودکان مبتلا به‌شکل حاد ظاهر می‌شود و در حداکثر طی ۶ ماه با یا بدون درمان بهبود می‌یابندو در نهایت تعداد پلاکت به حد نرمال می‌رسد.

## درمان
1. مصرف استروئیدها[۴]
2. ایمونوگلوبولین وریدی (IVIgG)
3. طحال‌برداری در آن گروه از بیماران مبتلا به مزمن که خونریزی‌های شدید و مکرر دارند، یا با وجود درمان دارویی پس از چندین سال هنوز پلاکت زیر ۳۰۰۰۰ دارند انجام می‌شود.[۶]

- پس از طحال برداری تعداد پلاکت‌ها زیاد می‌شود و پس از یکی دو هفته به حداکثر تعداد خود می‌رسد.
- با تزریق واکسنهای مننگوکک و پنوموکوک حداقل دو هفته قبل از جراحی و مصرف پنی سیلین خوراکی پس از طحال برداری خطر عفونت‌ها ناچیز است.
- تزریق پلاکت پیش از جراحی لازم نیست.[۴]